# 克席
克席 （1976年—2021年3月8日），是缅甸诗人，在2021年缅甸抗议活动中遭杀害。  克席的诗歌，广泛傳唱於缅甸的反军政府抵抗运动。 克席是自2月1日政变以来至少第3位在抗议中丧生的诗人。克席，死后成为反政变抗议运动的偶像，被視為缅甸民主运动的英雄之一。
《伊洛瓦底》杂志评克席为“2021年度杰出人民明星”之一。

## 生平
2004年至2012年，克席在瑞波和蒙育瓦镇担任應用工程师 (SAE)。 2012年辞职後，专注于诗歌创作，以制销冰淇淋和蛋糕維生。
克席妻子昭蘇（Chaw Su）是电信部门官员，积极参与反对军政府统治的罷工運動。

### 政治活动
克席积极参与1996年学生起义，和 2007 年藏红花革命。 2021 年缅甸政变后，克席在Pale领导了反军政府的抗议活动。 政变两周后，克席在臉書上发表了一篇貼文： 
我不想當英雄，我不想當烈士，我不想當弱者，我不想當傻瓜。我不想支持不公不義。如果我只有1分鐘可活，我希望我的良知在那一刻是純潔的。——克席
克席的诗《存活的辯詞》（英語：Shin Than Chin Shindan）广为人知。最著名的句子是：“他们瞄準头部，殊不知革命在人心中。”。  克席于5月8日晚（晚上9点左右）在缅甸瑞波镇的拘留中心接受审问，该镇一直是反对军政府统治的激烈抗议地區。克席妻子昭蘇則拘留在瑞波警察局。 
克席在秘密審訊中死亡。几小时后，家人取回遗体，但内脏遭切除，胸部、肋骨和手腕上都有瘀伤。然而，軍政府当局表示克席死于心脏病。军政府没有透露任何有关克席被捕或死因的信息。 
5月10日晚，他的家人将他的遗体送回家。 2021年5月10日，举行葬礼，数千名抗议者参加。 
6月，大约 2,000 人参加克席逝世一周月紀念活動。抗议者朗诵诗歌纪念克席，并为烈士祈祷。 